# Улькен Нарынский район
Улькен Нары́нский райо́н (каз. Үлкен Нарын ауданы) — административно-территориальная единица в составе Восточно-Казахстанской области, существовавшая в 1935–1997 годах и восстановленная в 2024 году.

## История
Большенарымский район с центром в селе Большенарымское образован 9 января 1935 года из частей Зыряновского, Катон-Карагайского и Курчумского районов (утверждено ВЦИК 31 января 1935 года). В его состав вошёл 21 сельсовет (Большенарымский, Бурановский, Джулдузский, Егистобинский, Кокозекский, Малокрасноярский, Малонарымский, Новоберёзовский, Новополяковский, Огневский, Орджоникидзевский, Сенновский, Солдатовский, Солоновский, Трушниковский, Ульяновский, Усть-Нарымский, Уш-Тобинский, Хайрузовский, Укорский, Яранский).
Указом Президиума Верховного Совета Казахской ССР от 13 августа 1954 года часть сельсоветов была объединена: Бурановский и Большенарымский — в Большенарымский, Егистобинский, Кок-Озекский и Жулдузский — в Жулдузский, Маймырский, Уштобинский, Ярынский, Орджоникидзевский и Новоберёзовский — в Новоберёзовский, Малонарымский и Солоновский — в Солоновский, Огневский и Ульяновский — в Ульяновский, Уркерский, Усть-Нарымский и Хайрузовский — в Хайрузовский.
В рамках административно-территориальной реформы по разделению районов на промышленные и сельские указом Президиума Верховного Совета Казахской ССР от 2 января 1963 года образован Большенарымский сельский район на базе Большенарымского и ликвидированного Катон-Карагайского районов с центром в селе Большенарымское. В его состав вошло 15 сельсоветов: Беловский, Большенарымский, Жулдузский, Катон-Карагайский, Марксский, Медведский, Новоберёзовский, Новополяковский, Сенновский, Солдатовский, Солоновский, Ульяновский, Урыльский, Хайрузовский, Черновинский.
Указом Верховного Совета Казахской ССР от 4 декабря 1970 года во вновь образованный Катон-Карагайский район передано семь сельсоветов: Беловский, Джамбульский, Катон-Карагайский, Марксский, Медведский, Урыльский и Черновинский.
Указом Президиума Верховного Совета Казахской ССР от 1 июня 1976 года упразднён Ульяновский сельсовет.
Указом Президента Республики Казахстан от 23 мая 1997 года Большенарымский район упразднён, его территория вошла в состав Катон-Карагайского района.
Район восстановлен с 2024 г. под названием Улькен Нарынский.

## Административно-территориальное деление
В состав района входят 6 сельских округов:
| Сельский округ                  | Населённые пункты                                                                          |
| Алтынбельский сельский округ    | село Алтынбел, село Майемер, село Егинды, село Уштобе                                      |
| Новополяковский сельский округ  | село Новополяковка, село Сенное, село Бесюй, село Каражал, село Ульяновка                  |
| Новохайрузовский сельский округ | село Ново-Хайрузовка, село Приморское, село Алыбай, село Кундызды                          |
| Солдатовский сельский округ     | село Солдатово                                                                             |
| Солоновский сельский округ      | село Солоновка, село Малонарымка                                                           |
| Улкен Нарынский сельский округ  | село Улькен Нарын, село Коктерек, село Балгын, село Жулдыз, село Кокбастау, село Свинчатка |